# 廣川奈々聖
廣川 奈々聖（ひろかわ ななせ、1999年5月12日 - ）は、日本の女性アイドルで、アイドルグループ・わーすたのメンバーおよびリーダーである。
福岡県出身。エイベックス・マネジメント所属。愛称は、なっちゅん。

## 略歴
2013年、『avex アイドルオーディション2013』に合格。同年7月2日、iDOL Streetのデビュー候補生であるストリート生の4期生としてw-Street FUKUOKAに加入した。
同年8月から2014年1月まで行われたiDOLStreet 全国ストリート生ステージバトル 〜2ndステージ〜『ストリーーーーーグ2』ではMVPを獲得。2014年5月2日、FUKUOKA はかたみにょん★（w-Street FUKUOKA）のリーダーに就任。また、同年9月23日の『ピンクス&コピンクス! スペシャルライブ2014〜嘘みたいな今日〜』で、宮本佳林（元Juice=Juice）、浅川梨奈（元SUPER☆GiRLS）の後を継ぎ、3代目「コピンク」として活動することが発表された。2015年3月29日に開催された『iDOL Street ストリート生全校集会 〜2014年度終業式〜』でiDOL Street第4弾グループわーすたのメンバーおよびリーダーに選ばれたことが発表され、同31日にFUKUOKA はかたみにょん★を卒業した。
わーすたとしての活動の他、2015年10月には「スカパー! Jユースカップ サポーター」に就任、2016年2月には「スカパー! JユースPRアンバサダー」に任命された。また、2017年8月開催のライブイベント『@JAM EXPO 2017』のテーマ曲を歌唱する選抜ユニット@JAM ALLSTARS 2017のメンバーに選出されたりと、個人としての活動の幅を広げている。

## 人物
わーすたでのイメージカラーはパステルグリーン、ニックネームは「なっちゅん」。アイドルを目指したきっかけは、テレビでCheeky Paradeのパフォーマンスを見て衝撃を受けたことから。好きなアーティストは、LiSAである。
転勤族の家庭で、小学生の頃は福岡から佐賀、広島、大阪、また福岡とあちこち移っていた。廣川かのんは実妹である。2015年1月31日、『SSGリーグ Round2』（VIVRE HALL）で姉妹初共演。高校進学とわーすた結成を機に上京した。なお、かのんも全力少女R結成と同時に上京している。
元HKT48の田島芽瑠とは中学校からの同級生であり、親友でもある。HKT48劇場支配人だった指原莉乃が、廣川に対してTwitterで「HKT入って〜」とツイートしたことがあるが、田島が以前、指原に廣川との写真を見せたことがあり、それがきっかけだったという。

## 作品

### 参加楽曲
- 『コピンクス！メロディーズ3〜memento〜』収録（2016年3月2日、「feat.コピンク*廣川奈々聖」名義）
  - QUETE POP（シングル2014年12月24日配信）
  - 憂鬱なファルセット（シングル2016年2月24日配信）
  - カリーナノッテ SERATA
- 夢の砂〜a theme of @JAM〜（2017年、「@JAM ALL STARS 2017」名義）
- 『Girls Mode 4 スター☆スタイリスト ボーカルコレクション』収録（2017年12月20日配信）
  - Flying Shiny Day（「桜野やよい(CV:廣川奈々聖 from わーすた)」名義）
  - Ready Go!（「桜野やよい(CV:廣川奈々聖 from わーすた)」名義）
  - Higher Higher（「桜野やよい(CV:廣川奈々聖 from わーすた)」名義）
  - 未来へ（「桜野やよい(CV:廣川奈々聖 from わーすた)」名義）
  - Ring! Dong! Dang!（「桜野やよい&青紫月子&黄梨蛍(CV:廣川奈々聖 from わーすた、R!N、柊優花」名義)
  - BRAVO（「桜野やよい&青紫月子&黄梨蛍(CV:廣川奈々聖 from わーすた、R!N、柊優花」名義)

## 出演

### テレビ
- コピンクス!（2014年12月23日 - 2016年4月2日、静岡朝日テレビ） - 番組キャラクター「コピンク」（3代目）[4]
- ピンクス（2015年3月28日 - 2017年10月21日、静岡朝日テレビ） - 番組キャラクター「コピンク」（3代目）[4]
- Football Future（2016年5月5日 - 終了日不詳、スカパー!） - キャスター[17]
- 現役アイドルが選ぶ！なつエモアイドルソングランキング（2021年11月5日、スカパー!）[18]

### 映画
- スプーキッズ ザ・ムービー（2019年10月25日公開、Apoc Entertainment） - ハナ 役（声優）[19]

### 舞台
- アリスインプロジェクト「時空警察ヴェッカー改・ノエルサンドレ」（2014年4月23日 - 27日、小劇場B1）

### ライブ･イベント
- ピンクス&コピンクス! スペシャルライブ2014〜嘘みたいな今日〜（2014年9月23日、清水マリナート大ホール）
- ピンクス&コピンクス! アルバム発売記念 ゲッターズ飯田トークライブ〜チヨコレイトでモテ運アップ!〜（2014年10月12日、untitled）
- TOKYO MUSIC COLLECTION（2015年2月28日、豊洲PIT）
- ピンクス&コピンクス! ラストライブ2016 MOMENT（2016年3月12日、ディファ有明）[20]
- かわふぇす×KERA SHOP Tea Party東京 〜木村優ちゃん新ブランドお披露目会〜（2017年3月12日、キリストンカフェ東京）[21]
- TOKYO IDOL NET presents アイドルカメラ部 写真展 トークイベント（2017年5月26日、FUJIFILM WONDER PHOTO SHOP / 2022年5月20日、秋葉原和堂）[22][23]
- 令和のオラキオ（2019年5月18日、LOFT9 Shibuya）[24]
- 映画『スプーキッズ ザ・ムービー』試写会&キャスト舞台挨拶（2019年10月21日、ユナイテッド・シネマ豊洲）[25]

### ゲーム
- Girls Mode 4 スター☆スタイリスト（2017年11月2日、任天堂） - 桜野やよい 役（声優）

### ファッションモデル
- Ank Rouge「2021 Girly Winter Collection Vol.1」（2021年11月5日カタログ公開）[26]
- 60% SIXTYPERCENT「Suzume & Unagi × LUVISTRUE」コラボレーションオリジナルアイテム販売ページ モデル（2022年2月22日カタログ公開）[27]
- Ank Rouge「2022 SS Collection vol.4 Romantic and bitter…♡」（2022年4月15日カタログ公開）[28][29]

### Webドラマ
- 川越ミステリー案内 閉ざされた桃源郷（2022年3月18日、DramaBase） - 桃沢セイナ 役[30]

## 出展
- TOKYO IDOL NET presents アイドルカメラ部 写真展
  - 第1回目（2017年5月16日 - 30日、FUJIFILM WONDER PHOTO SHOP）[31]
  - 第2回目（2017年11月1日 - 14日、ヴィレッジヴァンガード渋谷本店）
  - 川越 2019（2019年6月1日 - 12日、FUJIFILM WONDER PHOTO SHOP）[32]
  - ムーミンバレーパーク 2020（2020年8月18日 - 26日、FUJIFILM WONDER PHOTO SHOP）[33]
  - 猿島 2021（2021年5月22日 - 6月2日、FUJIFILM WONDER PHOTO SHOP）[34]
  - 鎌倉 2022（2022年5月3日 - 26日、バロンデッセ、FUJIFILM WONDER PHOTO SHOP、秋葉原和堂）[35]
- ときどき、カメラ部。写真展
  - in 京都（2022年10月18日 - 26日、FUJIFILM WONDER PHOTO SHOP / 11月15日 - 28日、Hotel ZIZI Kyoto Gion）[36][37]
  - in 石川（2023年4月28日 - 5月10日、FUJIFILM WONDER PHOTO SHOP）[38]
  - in 湯河原（2024年3月1日 - 14日、池袋ロフト / 4月6日 - 5月6日、BEER BAR Cyblume / 5月9日 - 22日、PHOTOLAB 中野ブロードウェイ）[39][40]

## 書籍

### 写真集
- わーすた 廣川奈々聖 1st写真集『なちゅらる』（2022年9月22日、主婦の友インフォス）ISBN 978-4-07-452736-6[41]